# زهرة اللبن الكوينينية
زهرة اللبن الكوينينية نوع نباتي ينتمي إلى جنس زهرة اللبن من الفصيلة النرجسية. سميت على اسم عالم النبات كوينن (بالألمانية: Koenen) الذي جمعها.

## البيئة والانتشار
موطن هذا النوع شمال شرق تركيا.